# Siri Pettersen
Siri Pettersen (Finnsnes, 28 de octubre de 1971) es una escritora e historietista noruega.

## Biografía
Se crio entre Sørreisa y Trondheim. Actualmente reside en Oslo. Diseña y publica cómics, desde el 2000 (aproximadamente). Es miembro de Trondheimstegnerne, la Asociación de dibujantes de Trondheim. 
Fue invitada de honor de la Convención Swecon en el 2017.

## Obra
- Jernulven (2020)[1]

### Cómics
- Anti-Klimaks (2004) - serie de cómics de contenido político con cierta dosis de ironía. Presenta a un grupo de jóvenes, contrarios a todo el mundo, opuestos a la sociedad contemporánea que quieren corregir. Pero como están en continuo enfrentamiento entre sí, no tienen tiempo para cambiar la realidad.
- ¡Ni a favor, ni en contra! (Heller mot enn for!), Casa Editorial Seriehuset, 2004.
- Kråkene - cómic extento de diálogos.
- Myrktid - cómic de género fantástico.

### Libros
- La trilogía Los anillos del cuervo (Korpringarna) de género fantástico, conformada por las novelas:
  - La hija de Odín (Odinsbarn) 2013.[2]
  - La putrefacción (Råta), 2014.[3]
  - Evna, 2015.[4]

La trilogía ha sido traducida al sueco, finlandés, danés, italiano, portugués, estonio, checo y polaco.

## Premios y distinciones
- 2014 Nominación al Premio para los debutantes del Ministerio de Cultura de Noruega por la novela La hija de Odín.
- 2014 Fabelprisen por la novela La hija de Odín.
- 2016 Lista de honor de IBBY por la novela La hija de Odín.